# تئودور بیکر
تئودور بِیکر (زادهٔ ۳ ژوئن ۱۸۵۱ - درگذشتهٔ ۱۳ اکتبر ۱۹۳۴) (به انگلیسی: Theodore Baker) موسیقی‌شناس و مترجم اهل ایالات متحدهٔ آمریکا بود. او بنیادگذار و مؤلف اصلی فرهنگ زندگی‌نامه‌ایِ موسیقی‌دانان بیکر (۱۹۰۰) بود. بیکر این اثر را به‌دنبال تألیف فرهنگ اصطلاحات موسیقی بیکر (۱۸۹۵) منتشر کرد. ویرایش‌های دوم و سوم فرهنگ، به‌ترتیب، در سال‌های ۱۸۹۶ و ۱۸۹۷ منتشر شد.